# Troposphere
Troposphere è una famiglia di razzi congolesi sviluppata a partire dal 2007 presso l'azienda privata Développement Tous Azimuts (DTA). Il progetto è gestito da Jean-Patrice Keka Ohemba Okese, capo della DTA, laureato all'Institut Supérieur des Techniques Appliquées (ISTA). Il programma mirava a lanciare razzi sperimentali che non superassero un'altitudine di 36   km. Il sito di lancio si trova in un'area di proprietà di DTA a Menkao, 120   km a est di Kinshasa.
Il programma è stato inizialmente finanziato da DTA, ma dopo il successo dei razzi Troposphere 2 e 4 ha ottenuto il sostegno del governo.

## Razzi

### Troposphere 1 e 3
Troposphere 1, il cui lancio era previsto nell'aprile 2007, è stato annullato a causa di problemi tecnici. Troposphere 3 programmato per il 12 ottobre 2007 è stato un fallimento.

### Troposphere 2
Il primo razzo ad ottenere un successo, Troposphere 2 (dal peso di 30.94 kg e con un diametro di 0,19m), lanciato nel 2007 raggiungendo una quota di 1500 m (1.5 km).

### Troposphere 4
Troposphere 4 è il secondo razzo sperimentale lanciato con successo del programma Troposphere, gestito da Jean-Patrice Keka.
Il razzo ha una spinta di 1 tonnellata, è stato lanciato il 10 luglio 2008, alle 17:40 da Menkao a 120 chilometri (75 mi) a est di Kinshasa . Il razzo ha raggiunto un'altitudine di 15 chilometri (49 000 ft)   dopo 47 secondi, raggiungendo una velocità di Mach 2.7.
Il lancio del razzo Troposphere 4 è avvenuto alla presenza del Ministro congolese dell'Istruzione Superiore, dell'Università e della Ricerca Scientifica, Leonard Masuga Rugamika. Dopo il successo di questo lancio, il governo congolese ha deciso di partecipare al progetto Troposphere.

### Troposphere 5
Troposphere 5 è un razzo a propellente solido a due stadi con una spinta di 70 kN (7 tonnellate), lanciato il 29 marzo 2009. È il terzo razzo del programma. È stata un'iniziativa dell'azienda privata Developpement Tous Azimuts (DTA) con sede a Lubumbashi ( provincia del Katanga ), creata nel 2007.
Troposphere 5, che trasportava a bordo un topo di nome Kavira, è stato progettato per raggiungere un'altitudine di 36   km e una velocità di Mach 3. Il razzo è stato lanciato dal sito di lancio di Menkao. Il lancio è stato un fallimento: il razzo è decollato ma ha deviato dalla sua traiettoria e perdendosi in lontananza. Il costo di questo razzo è stato stimato in circa 50000 $. Nonostante Troposphere 5 sia dotato di un sistema di fuga, Kavira non è mai stato trovato ed è stato ufficialmente dichiarato morto in nome della scienza. Secondo Keka l'esperimento ha fornito dati preziosi per futuri test da parte del DTA.

### Troposphere 6
DTA sta attualmente lavorando al prossimo razzo, Troposphere 6. Troposphere 6 è un razzo a propellente solido a tre stadi e Keka ha affermato che il razzo potrebbe raggiungere un'altitudine di 200   km. Il lancio di Troposphere 6 era programmato per la fine del 2016. Per il lancio è stata istituita una campagna di crowdfunding per sostenere il progetto.
Lo scopo del lancio è inviare un satellite di nome Njiwas nello spazio per scattare una foto della Terra a un'altitudine di 200 km.